# Rathaus (Auerbach in der Oberpfalz)

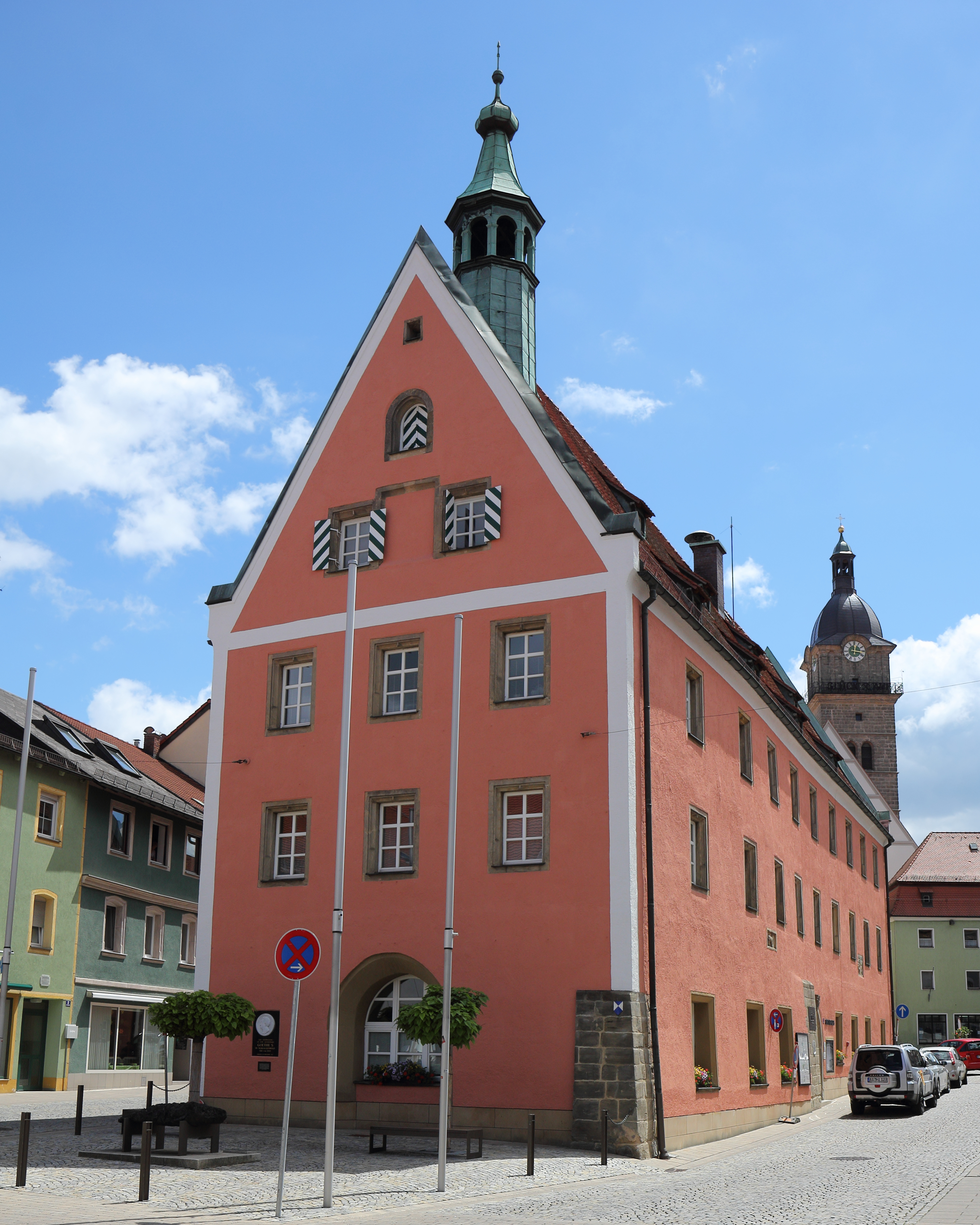
Rathaus in Auerbach

Das Rathaus in Auerbach in der Oberpfalz, einer Stadt im Oberpfälzer Landkreis Amberg-Sulzbach in Bayern, wurde in Abschnitten in den Jahren 1418, 1524 und 1551 errichtet. Das Rathaus mit der Adresse Oberer Marktplatz 1 ist ein geschütztes Baudenkmal.
Der freistehende, dreigeschossige und verputzte Massivbau mit steilem Satteldach, profilierten Laibungen, Wappensteinen und Dachreiter wurde in den Jahren 1838/39, 1843, 1927 bis 1929 und 2018/19 erneuert bzw. renoviert.